# Mammographie

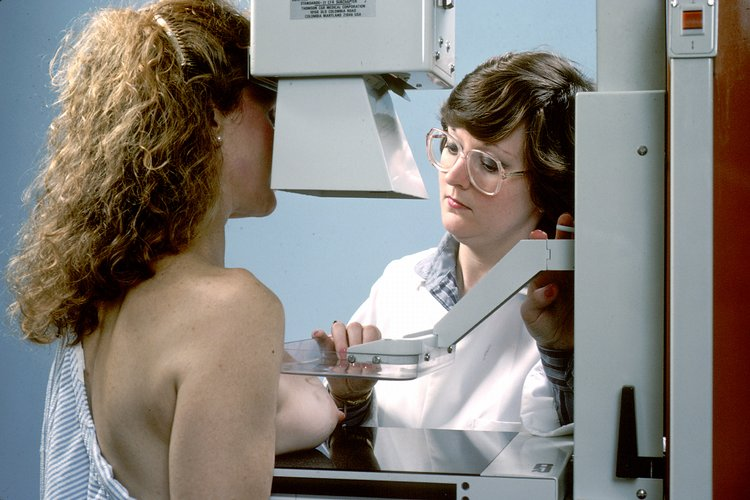
Mammographie.

La mammographie est une modalité d'imagerie médicale mettant en œuvre la radiographie des seins, en vue de dépister des anomalies et le plus souvent, de dépister des cancers du sein.

## Objectif
Elle permet d'obtenir des images des tissus intérieur et ainsi de détecter au plus tôt d’éventuelles anomalies, notamment des nodules, qui peuvent être signes d'un cancer du sein.  

## Histoire
En 1913, Albert Salomon (en), un chirurgien allemand, remarque qu'il est possible de distinguer différents types de cancer du sein en radiographiant des échantillons. 
Un radiologue américain, Stafford L. Warren, reprend l'idée en 1930. 
En 1949, l'uruguayen Raul Leborgne insiste sur la nécessité de compresser le sein lors de l'examen pour identifier au mieux les lésions. 
Jacob Gershon-Cohen, radiologue à Philadelphie, réalise les premières mammographies préventives au milieu des années 1950.

## Technique

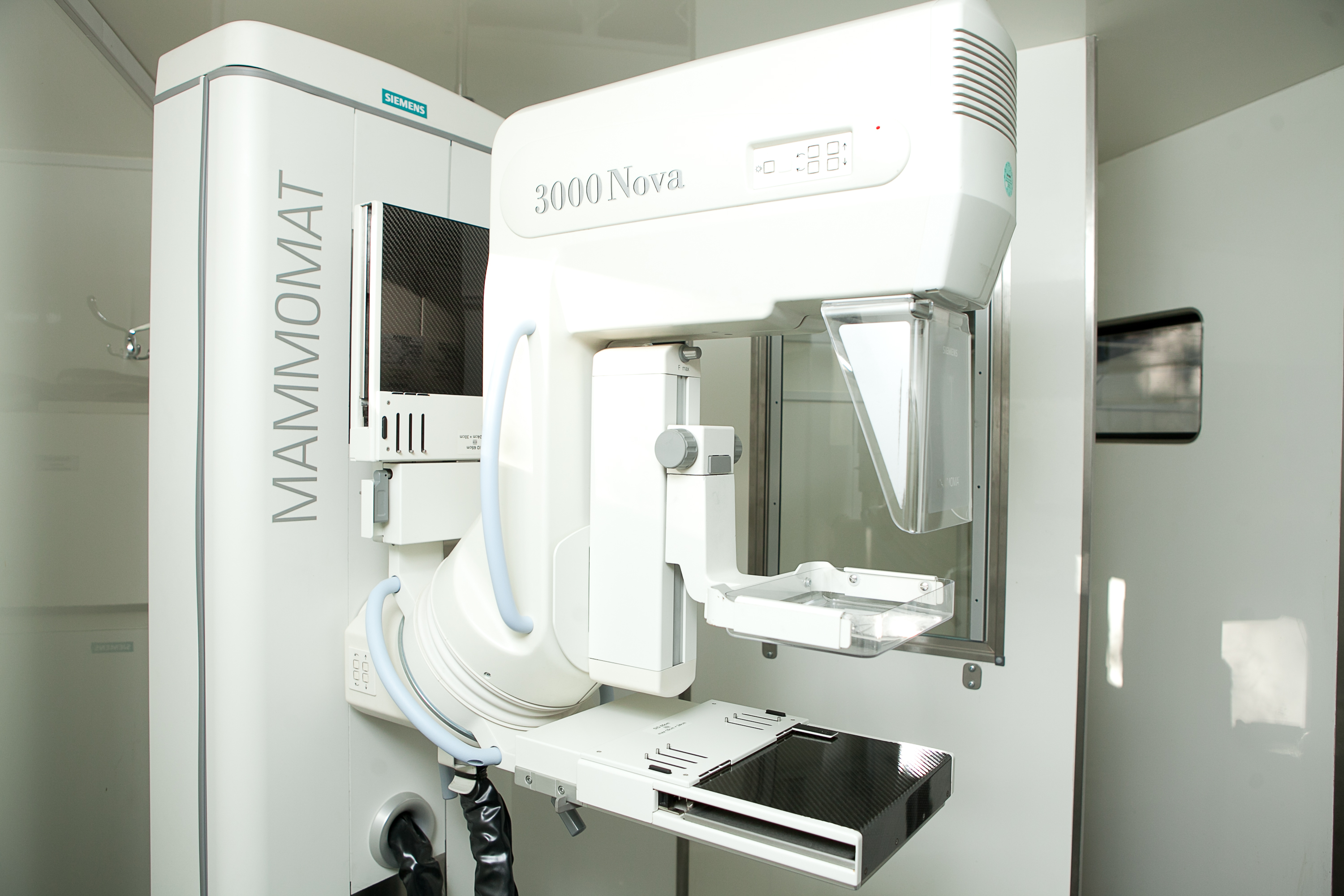
Un mammographe.

Pour réaliser cet examen, le manipulateur en électroradiologie médicale utilise un mammographe. Cet appareil se compose d'un générateur de rayons X de faible énergie (entre 20 et 50 keV) et d'un système de compression du sein. La radiographie était auparavant réalisée sur des films argentiques ou sur des systèmes de radiologie digitale de haute qualité (pixels de 50 µm maximum et détecteurs de grande Detective Quantum Efficiency (DQE).
L'examen consiste à comprimer à tour de rôle les deux seins puis à les exposer à une faible dose de rayons X. La compression est obtenue par une pelote de compression spécialement conçue pour ce type d'exploration et réglée pour qu'elle soit tolérable pour la patiente. Cette compression permet l'étalement des tissus mammaires ce qui facilite la visualisation des structures du sein et la détection d'éventuels nodules via une augmentation du contraste au niveau de l'image obtenue. Elle permet également de réduire la dose de rayons X délivrée. Plusieurs clichés sont alors réalisés.
Il existe des logiciels d'aide à l'interprétation des mammographies mais leur intérêt n'est pas démontré.
Afin d’obtenir une meilleure résolution de contraste, la mammographie peut être réalisée au moyen d'une tomosynthèse en conjuguant des clichés pris sous différents angles. Elle permet ainsi de détecter des cancers avant qu'ils ne soient palpables. Son utilisation recommandées par la HAS en complément de la mammographie synthétique plutôt que de la mammographie classique fait toutefois en 2023 l'objet d'une forte controverse au sein de la communauté radiologique française, car elle ne répondrait pas aux standards du contrôle qualité pour le dépistage du cancer du sein, l'ANSM s'étant alignée sur les recommandations européennes qui abaissent le niveau de qualité acceptable et ne permet pas une seconde lecture .

## Résultats

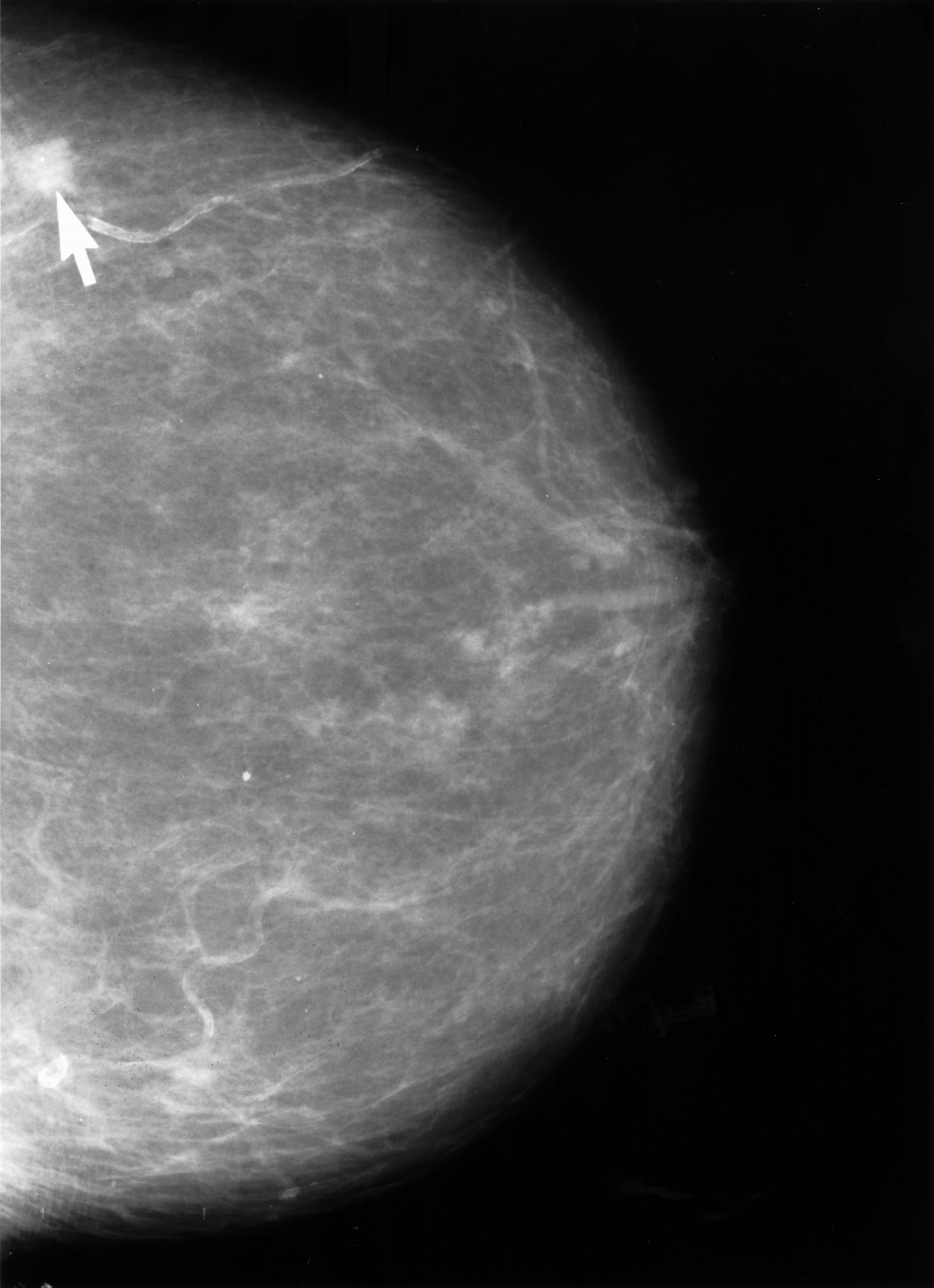
Mammographie montrant la présence d'une lésion cancéreuse (pointée par la flèche).

Après la mammographie, un radiologue analyse les clichés, interroge la patiente et réalise un examen clinique : il examine l’aspect de la peau et du mamelon. Il palpe les seins et recherche de ganglions anormaux. La mammographie ne permet pas toujours de donner d’emblée un diagnostic définitif : elle permet de voir s’il existe une anomalie dans le sein, mais elle ne permet pas de déterminer avec certitude s’il s’agit ou non d’un cancer. Une ponction mammaire est souvent nécessaire pour confirmer le pré-diagnostic et déterminer si les nodules sont bénins ou malins.
D’autres examens complémentaires sont alors nécessaires pour établir le diagnostic : une échographie mammaire, un prélèvement (biopsie) ou une IRM mammaire.

## Public
En France, il est conseillé à toutes les femmes de 50 à 75 ans de réaliser une mammographie régulièrement.
En Belgique, le dépistage systématique du cancer du sein s'adresse aux femmes âgées de 50 à 69 ans, au rythme d'un examen tous les deux ans,.
Entre 40 et 49 ans, le dépistage n'est pas efficient pour les femmes ne présentant pas de risque particulier.
Dans les familles où un cancer du sein est survenu avant la ménopause, on recommande aux autres femmes ayant un lien rapproché avec cette personne (fille, sœur, nièce...) de passer leur première mammographie 5 ans avant l'âge de survenue du premier cancer mais jamais avant 30 ans (pour cause de rayonnement). Dans le cas des jeunes femmes de moins de 30 ans, l'examen prescrit sera une échographie mammaire.
Par ailleurs, il arrive aussi que les hommes puissent être concernés par la mammographie.
En effet, même s'il est rare (< 0,01 %), le cancer du sein existe chez l'homme. Une mammographie sera prescrite chez l'homme devant toute modification du mamelon ou grosseur perçue à la palpation (la mammographie peut être prescrite dans le cas de gynécomastie pour éliminer le diagnostic de cancer).
Enfin, avant toute chirurgie plastique mammaire, la mammographie est un examen obligatoire et ce, quel que soit l'âge du patient[réf. souhaitée].

## Effets indésirables

### Douleur liée à la compression
La compression des seins entre les deux plaques de la machine engendre un inconfort ou une douleur. Cette compression est toutefois nécessaire pour obtenir des résultats lisibles et diminuer la dose de rayons nécessaire. La compression est habituellement effectuée en appliquant une force, avec des pratiques non normalisées, ce qui donne des résultats très variables selon la zone comprimée, allant de 3 kilopascals (kPa) à plus de 30 kPa. En 2014, un professeur de médecine a préconisé que les protocoles raisonnent en pression, et se contentent d'une pression-cible (à affiner) de 10 kPa, qui permet une bonne lecture et diminue la douleur ressentie. 
Depuis 2010, il existait quelques expériences isolées mais prometteuses d'autocompression, celle-ci étant réalisée par la patiente à l'aide d'une pédale. Une étude comparative menée entre 2013 et 2015 sur 549 femmes a montré que l'autocompression ne réduisait pas la qualité des résultats, les patientes pouvant s'administrer une pression supérieure à celle qu'aurait pratiquée un manipulateur, avec une douleur ressentie moindre. 

### Limites du programme de dépistage organisé du cancer du sein
Lorsqu’une anomalie est détectée, la patiente reçoit un traitement. Cependant, il n’est pas certain que la tumeur aurait évolué en cancer. Cela entraîne de l’angoisse et des désagréments dus à la prise en charge anticancéreuse.
L’irradiation répétée pourrait entraîner un grand nombre de cancers du sein.
Certaines femmes seront diagnostiquées négatives alors qu’elles auront une tumeur au sein. Elles seront rassurées à tort et tarderont à refaire une mammographie. Parfois même, elles n’iront qu’après l’apparition des symptômes.
L'autre cas est le faux-positif. Dans cette situation, certaines femmes seront diagnostiquées comme cancéreuses, ou simplement mal conseillées, alors qu'elles ne sont porteuses d'aucune lésion évolutive. Le surdiagnostic peut entraîner une médicalisation et un traitement inutile. La plupart du temps, ces patientes reçoivent des examens complémentaires désagréables et angoissants qui redresseront l'erreur. Mais dans certains cas, plus rares, le surdiagnostic aboutit à une intervention chirurgicale associée à de la radiothérapie, voire à de la chimiothérapie.
Afin de limiter ces désagréments, les centres de dépistage ont mis en place certaines obligations. Les radiologues des centres de dépistages sont formés afin de faire des clichés d'une qualité optimale. En outre, un deuxième radiologue relit systématiquement les examens en cas de cliché normal. Cette double lecture permet de réduire le taux de faux-négatifs. Ce dispositif n’existe cependant que dans le cas d'un dépistage organisé.
Depuis 2006, on[Qui ?] a démontré que les résultats de l'étude comparative suédoise ayant annoncé en 1985 une réduction de mortalité par cancer du sein de 30 % dans le groupe dépisté ne sont pas valides. Cette démonstration de la non validité de l'étude de 1985 repose sur l'incompatibilité des résultats favorables à la mammographie avec les données officielles des registres de diagnostics et de décès en Suède. À l'instigation d'un radiologue, des pressions ont été exercées pour faire retirer l'article de démonstration mis en ligne par le journal européen du cancer en mars 2006. Cette procédure de retrait a contrevenu aux règles déontologiques en usage dans la publication scientifique. La dernière synthèse officielle des études comparatives sur l'efficacité du dépistage par mammographie émanant du réseau Cochrane conclut : si un décès par cancer du sein est évitable par le dépistage chez 2 000 femmes suivies pendant 10 ans, on allonge la survie d'une femme mais au prix de 10 surdiagnostics entraînant autant de surtraitements. Un autre essai suédois a évalué à 24 % la proportion de diagnostic par excès de cancer lors de dépistage par mammographie. Cela correspond à une femme sur quatre se voyant dépister un cancer sans gravité ou n'ayant aucune conséquence pour la santé mais parfois à l'origine de traitements lourds inutiles.
L'avis de continuer à procéder au dépistage des cancers du sein repose sur un rapport d'experts élaboré en 2002 par le département d'Évaluation des technologies de l'Agence nationale d'évaluation et d'accréditation des soins. Le rapport conclut que l'inefficacité de la mammographie de dépistage n'étant pas prouvée, il fallait maintenir les recommandations en usage pour le dépistage du cancer du sein. Aucune évaluation des conséquences du dépistage en France n'a depuis été réalisée.
La tendance est cependant d'en limiter l'utilisation plutôt que de l'étendre : ainsi les recommandations américaines publiées en 2009 ne conseille plus son emploi systématique avant l'âge de 50 ans et préconise un examen tous les deux ans, plutôt qu'annuel, après cet âge.
Comme tout de dépistage, le rapport bénéfice-risque n'est positif qu’après la ménopause en cas d'absence d'antécédents familiaux (facteur de risque)[réf. souhaitée]. Le cancer du sein est plus rare chez les femmes jeunes. De plus, les images de mammographie sont plus difficiles à interpréter, à cause de la densité des seins.
Assez régulièrement, de nouvelles études remettent en cause les effets des dépistages du cancer du sein sur la réduction de la mortalité. C’est pourquoi il existe aujourd’hui encore des controverses sur le programme de dépistage.